# Armel François
 (novembre 2022).
Armel François dirige les Plantations du Haut-Penja (PHP). Il est président intérimaire du Gicam.
Il remplace André Fotso. 

## Biographie
Joël Armel François,  est né le 15 janvier 1959 à Condé-sur-l’Escaut.

### Débuts
Joël Armel François est ingénieur agronome diplômé de l'École nationale supérieure agronomique de Montpellier (ENSAM), et est également œnologue diplômé.

### Carrière

#### En Entreprise
Joël Armel François a été directeur d’exploitation de la Scb-Abidjan (1986-2000), et directeur de la Plantation Nassif (à Loum).
Il est directeur général du Groupe des Plantations du Haut-Penja (Php). Poste qu’il occupe depuis 2000.

#### Au Gicam
Il était vice-président du Gicam depuis 2012.
Les statuts du Gicam prévoient que le 1er vice-président assume l'intérim jusqu'à la prochaine élection. Son mandat devrait  s'achever en 2019.